# Свети Спас (Довезенци)
„Свето Възнесение Господне/Христово“ или „Свети Спас“ (на македонска литературна норма: „Свети Спас“, „Вознесение Христово“) е късносредновековна православна църква в кумановското село Довезенци, северната част на Република Македония. Част е от Кумановско-Осоговската епархия на Македонската православна църква – Охридска архиепископия.
- „Възнесение Господне“, втора половина на XIX век, дърво и темпера[1]
- „Иисус Христос Вседържител“, 1838 година, дърво и темпера
- „Иисус Христос Вседържител“, средата на XIX век, дърво и темпера
- „Иисус Христос Велик архиерей“, втора половина на XIX век, дърво и темпера
- „Благовещение“, детайл от царските двери, края на XIX век.

Църквата гробищна, издигната на рид в XVI – XVII век. Представлява двукорабна сграда и се състои от правоъгълен наос с апсидална ниша в северния кораб, притвор в южния кораб с правоъголна форма в основата. Църквата е асиметрична по осите си. Входът е от западната страна през еднокрилна дървена врата се влиза директно в северния кораб. От южната страна също през еднокрилна дървена врата се влиза в южния кораб. С оглед на архитектурните особености, може да се твърди, че южния кораб е по-стар. Комуникацията между по-малкия южен и по-големия север е през четири отвора, завършващи в гория дял с аркади, носени от три кврадратни каменни стълба. В източната част на северния кораб има апсида с дяконикон и проскомидия.
Църквата е градена от дялан камък и варов хоросан. За сводната конструкция и трите стълба на аркадите са употребени каменни блокове. Сводната система на северния кораб и горната зона на северната стена заедно с покрива са в голяма степен повредена. Подовете в корабите са от хубави каменни плочи. В централния дял на наоса е направена декоративна розета с кръгла форма сък седем светли и седем по-тъмни трапезоидни каменни плочи, а в средата има една кръгла плоча.
- „Богородица с Христос“, 1838, дърво и темпера
- „Свети 40 мъченици“, средата на XIX век, дърво и темпера
- „Свети Йоан Кръстител“, средата на XIX век, дърво и темпера
- „Свети Никола“, втора половина на XIX век, дърво и темпера
- „Св. св. Петър и Павел“, средата на XIX век, дърво и темпера

В северния кораб, до самата стена има каменен стълб с капител, релефно обработен, около стълба има плитка плетеница. Други два стълба се намират в южния кораб и една колона пред самата църква.
Живописта е запазена фрагментарно. В олтарното пространство има част от стария живопис, който на другите стени е замазан. В апсидалната конха е изобразена Богородица Ширшая небес в цял ръст. Северно и южно от нея е Благовещение – с Архангел Гаврил и Богородица в медальони. Под Богородица Ширшая небес са изобразени допоясни фигури на архиереите Свети Василий Велики и Йоан Златоуст. Над Богородица Ширшая небес фрагментарно е запазена композицията Възнесение Христово – Христос в медальон. В конхата на проскомидията е изобразен дякон Стефан. На южната стена в олтарното пространство е светият воин Свети Прокопий в цял ръст. Долната част на фреската е повредена, а над него има фрагменти от двама старозаветни пророци в медальони.